# Spilosoma rhodophilides
Spilosoma rhodophilides là một loài bướm đêm thuộc phân họ Arctiinae, họ Erebidae.